# Bystřec
Bystřec är en ort i Tjeckien.   Den ligger i regionen Pardubice, i den östra delen av landet, 160 km öster om huvudstaden Prag. Bystřec ligger 500 meter över havet och antalet invånare är 1 084.
Terrängen runt Bystřec är kuperad åt nordost, men åt sydväst är den platt. Runt Bystřec är det ganska tätbefolkat, med 139 invånare per kvadratkilometer. Närmaste större samhälle är Letohrad, 9,0 km väster om Bystřec. Omgivningarna runt Bystřec är en mosaik av jordbruksmark och naturlig växtlighet.